# Iljusjin Il-14

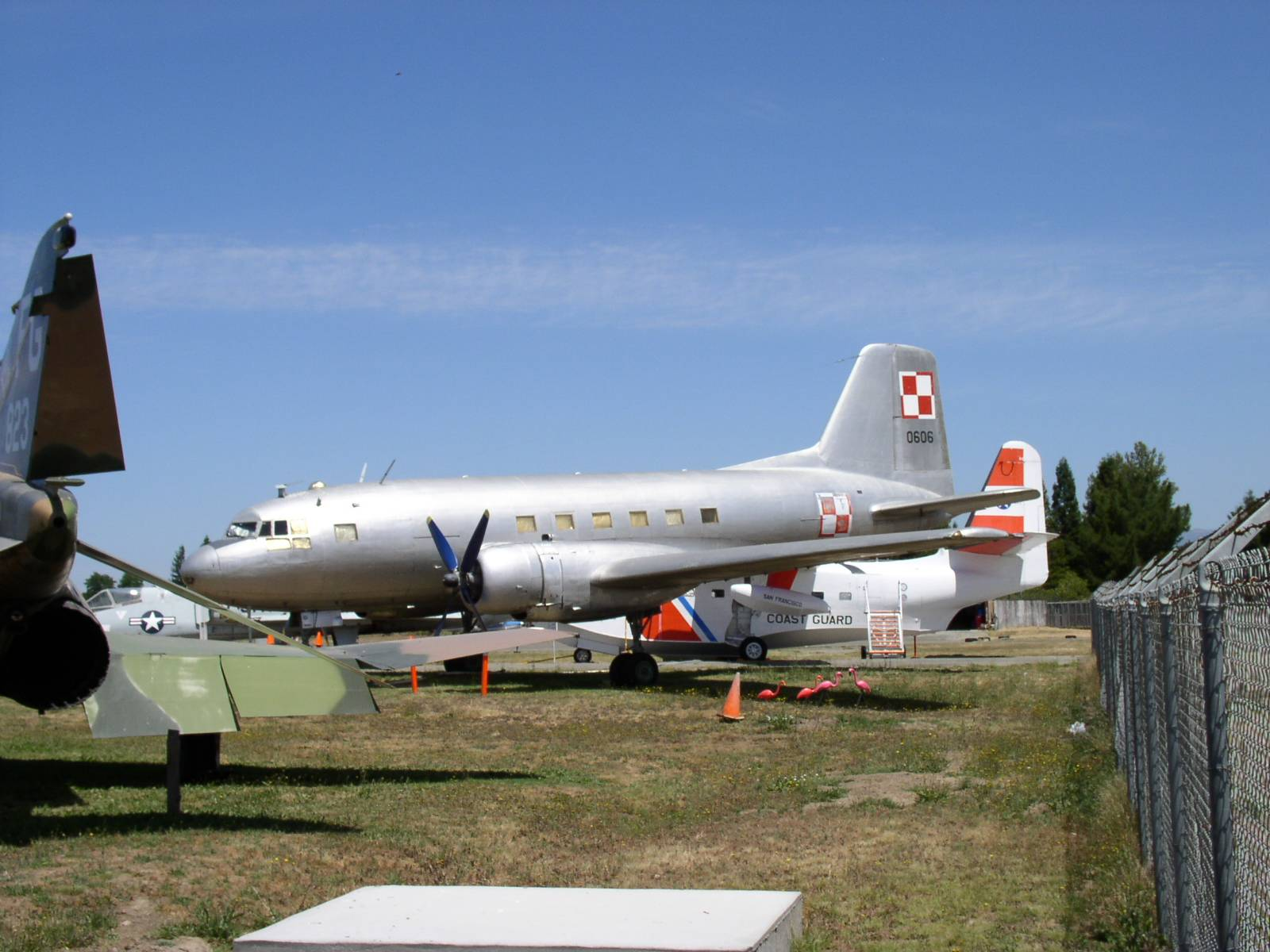
Il-14, Polskt flygvapen

Iljusjin IL-14 är ett 2-motorigt propellerflygplan tillverkat i Sovjetunionen av Iljusjin, som har använts av bland andra följande flygbolag:   
- Aero Caribbean
- Aeroflot
- Interflug
- LOT
- Malév
- Tarom

## Testflygning av Baade 152 stjärtparti
Då detta plan var vanligt i DDR där 80 stycken licenstillverkades, så utrustade man ett plan med stjärtpartiet som skulle användas på jetdrivna Baade 152 för att prova det under flygning.